# Macrobrachium wannanense
Macrobrachium wannanense is een garnalensoort uit de familie van de Palaemonidae. De wetenschappelijke naam van de soort is voor het eerst geldig gepubliceerd in 1993 door Dai & Tan.